# انری گاشی
انری گاشی (انگلیسی: Henri Gashi؛ زادهٔ ۳ دسامبر ۲۰۰۱) بازیکن فوتبال است.